# Johann Groh (Komponist)
Johann Groh (auch: Ghro, Gro, Groe, Grohe, Gron, Gross) (* um 1575 in Dresden (?); † 1627 (?) in Weesenstein (?)) war ein deutscher Organist und Komponist.
Wahrscheinlich erhielt er seine Ausbildung an der Fürstenschule St. Afra in Meißen, er wirkte dort jedenfalls zwischen 1604 und 1613 als Organist, möglicherweise auch bis ins Jahr 1621. Danach trat er in den Dienst des Fürsten Bünau in Weesenstein.
In seinem kompositorischen Schaffen war Johann Groh stark von Hans Leo Haßler beeinflusst, dessen Werk er wahrscheinlich durch seinen Lehrer Rogier Michael kennenlernte. Er schuf 36 Intraden und 30 Pavanen und Galliarden zu jeweils fünf Stimmen sowie weitere Werke, die in Sammelwerken veröffentlicht wurden.